# Shanghai Golden Grand Prix 2016
Navigation
Édition précédente Édition suivante
Le Shanghai Golden Grand Prix 2016 s'est déroulé le 14 mai 2016 au Stade de Shanghai, en Chine. Il s'agit de la deuxième étape de la Ligue de diamant 2016.

## Résultats

### Hommes
| Rang | Athlète       | Temps       | Points |
| ---- | ------------- | ----------- | ------ |
| 1    | Justin Gatlin | 9 s 94 (SB) | 10     |
| 2    | Femi Ogunode  | 10 s 07     | 6      |
| 3    | Mike Rodgers  | 10 s 10     | 4      |
| 4    | Kim Collins   | 10 s 17     | 3      |
| 5    | Isiah Young   | 10 s 22     | 2      |
| 6    | Julian Forte  | 10 s 23     | 1      |

| Rang | Athlète         | Temps              | Points |
| ---- | --------------- | ------------------ | ------ |
| 1    | Ferguson Rotich | 1 min 45 s 68 (SB) | 10     |
| 2    | Robert Biwott   | 1 min 45 s 84 (SB) | 6      |
| 3    | Alfred Kipketer | 1 min 45 s 93 (SB) | 4      |
| 4    | Thijmen Kupers  | 1 min 46 s 23      | 3      |
| 5    | David Rudisha   | 1 min 46 s 24      | 2      |
| 6    | Antoine Gakeme  | 1 min 46 s 35      | 1      |

| Rang | Athlète          | Temps                  | Points |
| ---- | ---------------- | ---------------------- | ------ |
| 1    | Muktar Edris     | 12 min 59 s 96 (WL,MR) | 10     |
| 2    | Joshua Cheptegei | 13 min 0 s 60 (PB)     | 6      |
| 3    | Thomas Longosiwa | 13 min 1 s 69 (SB)     | 4      |
| 4    | Abadi Embaye     | 13 min 2 s 49 (PB)     | 3      |
| 5    | Yomif Kejelcha   | 13 min 3 s 29          | 2      |
| 6    | Hagos Gebrhiwet  | 13 min 4 s 12          | 1      |

| Rang | Athlète          | Temps        | Points |
| ---- | ---------------- | ------------ | ------ |
| 1    | Omar McLeod      | 12 s 98 (WL) | 10     |
| 2    | Hansle Parchment | 13 s 12      | 6      |
| 3    | Xie Wenjun       | 13 s 34 (SB) | 4      |
| 4    | Dimitri Bascou   | 13 s 34      | 3      |
| 5    | David Oliver     | 13 s 38      | 2      |
| 6    | Jason Richardson | 13 s 44      | 1      |

| Rang | Athlète                | Temps        | Points |
| ---- | ---------------------- | ------------ | ------ |
| 1    | Michael Tinsley        | 48 s 90 (SB) | 10     |
| 2    | Patryk Dobek           | 49 s 01 (SB) | 6      |
| 3    | Jeffery Gibson         | 49 s 11      | 4      |
| 4    | L.J. van Zyl           | 49 s 13 (SB) | 3      |
| 5    | Yasmani Copello        | 49 s 14      | 2      |
| 6    | Nicholas Kiplagat Bett | 49 s 31 (SB) | 1      |

| Rang | Athlète           | Marque      | Points |
| ---- | ----------------- | ----------- | ------ |
| 1    | Sam Kendricks     | 5,88 m (PB) | 10     |
| 2    | Renaud Lavillenie | 5,83 m      | 6      |
| 3    | Shawnacy Barber   | 5,70 m      | 4      |
| 4    | Stanley Joseph    | 5,70 m (PB) | 3      |
| 5    | Piotr Lisek       | 5,62 m (SB) | 2      |
| 6    | Yao Jie           | 5,62 m (SB) | 1      |

| Rang | Athlète          | Marque      | Points |
| ---- | ---------------- | ----------- | ------ |
| 1    | Gao Xinglong     | 8,14 m (SB) | 10     |
| 2    | Rushwal Samaai   | 8,14 m      | 6      |
| 3    | Fabrice Lapierre | 8,09 m      | 4      |
| 4    | Jeff Henderson   | 8,02 m      | 3      |
| 5    | Wang Jianan      | 7,96 m (SB) | 2      |
| 6    | Zhang Yaoguang   | 7,87 m      | 1      |

| Rang | Athlète         | Marque       | Points |
| ---- | --------------- | ------------ | ------ |
| 1    | Kurt Roberts    | 21,40 m (SB) | 10     |
| 2    | Tomas Walsh     | 21,20 m (SB) | 6      |
| 3    | Joe Kovacs      | 20,82 m      | 4      |
| 4    | Tomasz Majewski | 20,76 m      | 3      |
| 5    | Tim Nedow       | 20,40 m      | 2      |
| 6    | Jordan Clarke   | 20,30 m      | 1      |

| Rang | Athlète          | Marque       | Points |
| ---- | ---------------- | ------------ | ------ |
| 1    | Thomas Röhler    | 85,71 m      | 10     |
| 2    | Jakub Vadlejch   | 84,77 m      | 6      |
| 3    | Vítezslav Veselý | 83,81 m      | 4      |
| 4    | Ihab Abdelrahman | 83,16 m (SB) | 3      |
| 5    | Hamish Peacock   | 82,28 m      | 2      |
| 6    | Ryohei Arai      | 80,07 m      | 1      |

### Femmes
| Rang | Athlète                    | Temps        | Points |
| ---- | -------------------------- | ------------ | ------ |
| 1    | Murielle Ahouré            | 22 s 72      | 10     |
| 2    | Veronica Campbell-Brown    | 22 s 82      | 6      |
| 3    | Anneisha McLaughlin-Whilby | 22 s 94      | 4      |
| 4    | Ivet Lalova-Collio         | 23 s 04      | 3      |
| 5    | Wei Yongli                 | 23 s 29 (SB) | 2      |
| 6    | Kaylin Whitney             | 23 s 39      | 1      |

| Rang | Athlète                 | Temps        | Points |
| ---- | ----------------------- | ------------ | ------ |
| 1    | Shaunae Miller          | 50 s 45      | 10     |
| 2    | Stephenie Ann McPherson | 50 s 98 (SB) | 6      |
| 3    | Natasha Hastings        | 51 s 10      | 4      |
| 4    | Novlene Williams-Mills  | 51 s 96      | 3      |
| 5    | Ashley Spencer          | 52 s 46      | 2      |
| 6    | Shericka Jackson        | 53 s 02      | 1      |

| Rang | Athlète          | Temps                    | Points |
| ---- | ---------------- | ------------------------ | ------ |
| 1    | Faith Kipyegon   | 3 min 56 s 82 (WL,MR,NR) | 10     |
| 2    | Hellen Obiri     | 3 min 59 s 34 (SB)       | 6      |
| 3    | Dawit Seyaum     | 3 min 59 s 87            | 4      |
| 4    | Besu Sado        | 4 min 00 s 08 (PB)       | 3      |
| 5    | Gudaf Tsegay     | 4 min 02 s 73 (PB)       | 2      |
| 6    | Jennifer Simpson | 4 min 04 s 56 (SB)       | 1      |

| Rang | Athlète                | Temps                | Points |
| ---- | ---------------------- | -------------------- | ------ |
| 1    | Hyvin Jepkemoi         | 9 min 7 s 42 (WL,MR) | 10     |
| 2    | Ruth Jebet             | 9 min 15 s 98 (AR)   | 6      |
| 3    | Sofia Assefa           | 9 min 21 s 07        | 4      |
| 4    | Virginia Nganga        | 9 min 21 s 15 (SB)   | 3      |
| 5    | Purity Cherotich Kirui | 9 min 22 s 47 (SB)   | 2      |
| 6    | Lydia Rotich           | 9 min 23 s 49 (SB)   | 1      |

| Rang | Athlète            | Marque      | Points |
| ---- | ------------------ | ----------- | ------ |
| 1    | Levern Spencer     | 1,94 m      | 10     |
| 2    | Nadiya Dusanova    | 1,94 m (SB) | 6      |
| 3    | Ana Simic          | 1,92 m (SB) | 4      |
| 4    | Svetlana Radzivil  | 1,88 m      | 3      |
| 5    | Mirela Demireva    | 1,88 m      | 2      |
| 6    | Yuliya Chumachenko | 1,85 m      | 1      |

| Rang | Athlète            | Marque      | Points |
| ---- | ------------------ | ----------- | ------ |
| 1    | Ivana Španović     | 6,95 m (MR) | 10     |
| 2    | Christabel Nettey  | 6,75 m (SB) | 6      |
| 3    | Tianna Bartoletta  | 6,75 m (SB) | 4      |
| 4    | Sosthene Moguenara | 6,74 m      | 3      |
| 5    | Lorraine Ugen      | 6,55 m      | 2      |
| 6    | Janay DeLoach      | 6,48 m      | 1      |

| Rang | Athlète         | Marque              | Points |
| ---- | --------------- | ------------------- | ------ |
| 1    | Sandra Perković | 70,88 m (WL,DLR,MR) | 10     |
| 2    | Dani Samuels    | 67,77 m (SB)        | 6      |
| 3    | Denia Caballero | 66,14 m             | 4      |
| 4    | Su Xinyue       | 64,45 m (PB)        | 3      |
| 5    | Yaime Pérez     | 62,77 m             | 2      |
| 6    | Whitney Ashley  | 59,56 m             | 1      |

## Légende
Records et Performances
- AR : Record continental (area record)
- CR : Record des championnats (championship record)
- MR : Record du meeting (meet record)
- NR : Record national (national record)
- OR : Record olympique (olympic record)
- PR : Record paralympique (paralympic record)
- PB : Record personnel (personal best)
- SB : Meilleure performance personnelle de la saison (season's best)
- WL : Meilleure performance mondiale de l'année (world leader)
- WJR : Record du monde junior (world junior record)
- WR : Record du monde (world record)

Circonstances et Conditions
- DNF : N'a pas terminé (did not finish)
- DNS : N'a pas pris le départ (did not start)
- DQ : Disqualification (disqualification)
- NM : Aucun essai valable enregistré (No Mark)
- Q : Qualifié « directement » au prochain tour (ou à la prochaine compétition), lors d'une compétition majeure, grâce au classement ou à la réalisation des minima (automatic qualifier)
- q : Qualifié au prochain tour (ou à la prochaine compétition), lors d'une compétition majeure, grâce au repêchage ou à la réalisation de l'une des meilleures performances parmi celles des « non qualifiés directement » (grâce au meilleur temps ou à la meilleure distance par exemple) (secondary qualifier)